# 時尾善三郎
時尾 善三郎（ときお ぜんざぶろう、嘉永6年3月10日（1853年4月17日） - 1922年（大正11年）以降）は大日本帝国陸軍の軍人。工兵第2方面工役長・鳴門支署長・舞鶴支署長、陸軍省築城部横須賀支部長、臨時軍用鉄道監部馬山浦鉄道班長、朝鮮総督府営林廠長。対馬・由良・舞鶴・東京湾要塞、馬山浦鉄道等の構築に関わった。

## 経歴

### 陸軍入隊
嘉永6年（1853年）3月10日備前国邑久郡（岡山県瀬戸内市邑久町笠加地区）に5人兄弟の次男として生まれ、隣村福田村の時尾姓を継いだ。社軍隊・耕戦隊等民兵組織が盛んな岡山藩領にあって早くから軍人を志し、1874年（明治7年）陸軍教導団工兵科に入学し、隊長佐々木直前工兵少佐の下で操練・算術・画図・造屋を学んだ。
1876年（明治9年）4月卒業し、5月2日同窓11名と共に熊本鎮台工兵第6小隊に配属された。1877年（明治10年）2月勃発した西南戦争では藤崎台で砲兵陣地の構築に当たったが、同月27日敵軍の砲撃の破片に当たって負傷し、戦線を離脱した。戦後、工兵第3大隊（旧：工兵第6小隊）第1中隊小隊副長となり、2月大隊下副官に進んだ。1882年（明治15年）8月4日小隊長。1884年（明治17年）東京鎮台工兵第1大隊に転じ、次いで教導団工兵中隊小隊長となり、1886年（明治19年）1月22日工兵会議に召集された。

### 要塞構築
1886年（明治19年）10月8日工兵第2方面（本署：大阪）工役長に就任、同月下山筆八工兵中尉・横地重直工兵大尉と新潟県直江津で鉄道伝習を行い、1887年（明治20年）1月東京湾要塞観音崎・猿島各砲台を視察した後、4月19日長崎県下県郡雞知村字樽ヶ浜に設置された対馬砲台建築派出所を拠点に、 堀俊一工兵監護・安倍知三郎工兵曹長・太田尾貞一工兵一等軍曹等を指揮しながら、同月温江・芋崎・大平砲台、7月面天奈弾薬本庫、9月大石浦砲台を起工、年末には腸チフスの流行等に見舞われながら、1888年（明治21年）竣工した。
1888年（明治21年）11月27日陸軍省臨時砲台建築部に召集され、黒田久孝砲兵大佐・矢吹秀一工兵中佐・上原勇作工兵大尉・有坂成章砲兵少佐・西田明則技師・吉本亀三郎技師・来島省三技手・下山筆八工兵中尉等との業務を通じて研鑽を積んだ。1889年（明治22年）11月22日東京の工兵第1方面本署に転じた。1891年（明治24年）6月6日第6師団工兵第6大隊（旧：熊本鎮台工兵第3大隊）中隊長となり、熊本に戻った。
1893年（明治26年）5月22日工兵第2方面署に戻り、12月16日淡路島由良支署に配属され、支署長上利芳三工兵少佐の下で由良要塞赤松山・伊張山堡塁、婦野川橋・生石山諸砲台や友ヶ島内の交通路を構築した。1894年（明治27年）10月横地重直工兵大尉等と共に朝鮮半島に派遣され、ドコービル・レールによる軽便鉄道を敷設した。
1896年（明治29年）3月の鳴門海峡防禦計画書改正を受け、4月1日淡路島福良に置かれた第2方面鳴門支署の初代支署長に就任し、鳴門要塞の着工準備を行った。1896年（明治29年）11月20日舞鶴支署（1897年（明治30年）9月15日工兵方面廃止により陸軍省築城部舞鶴支部）長に転じ、本署御用掛を兼ね、舞鶴要塞葦谷・浦入・金岬・槙山砲台、下安久火薬本庫、白杉地区との交通路を起工し、葦谷・槙山砲台は竣工を見た。
1899年（明治32年）8月12日築城部横須賀支部長となり、1903年（明治36年）5月1日東京湾要塞司令部に兼務し、台風に悩まされながら第二海堡の上部構造基礎工事と第三海堡の人工島造成に当たった。

### 朝鮮での活動
1904年（明治37年）2月日露戦争が勃発すると、9月1日臨時軍用鉄道監部の増員として釜山に上陸、馬山浦鉄道班長を務め、1905年（明治38年）10月21日馬山浦・三浪津間に馬山浦鉄道を開通させた。1906年（明治39年）1月臨時軍用鉄道監部に呼び戻されるも、陸軍大臣寺内正毅により留任を命じられ、停車場や洛東江鉄橋の整備、馬山浦の埋立等に当たった。1906年（明治39年）9月3日築城部本部に戻り、1907年（明治40年）4月19日建築部本部に転じ、20日東京支部長を兼ね、陸軍の一般工事に従事した。
1908年（明治41年）2月26日韓国駐箚軍木材廠に召集され、満州安東県の森林事業を管理した。7月1日寺内陸相により統監府（韓国併合後：朝鮮総督府）営林廠長に抜擢され、新義州に置かれた役所で鴨緑江・豆満江の軍用木材輸送を管理した。
1908年（明治41年）6月頃から頭痛・眩暈を発症し、蛋白尿・言語障害・右半身麻痺に発展、慢性腎臓炎・脳溢血と診断され、1914年（大正3年）6月2日依願退職した。その後の消息は不明だが、1922年（大正11年）には生存が確認でき、住所は東京市東大久保421番地（東京都新宿区新宿6丁目）となっている。

## 階級
- 1876年（明治9年） 陸軍伍長[2]
- 1876年（明治9年）11月9日 陸軍軍曹[2]
- 1877年（明治10年）頃 陸軍曹長[2]
- 1882年（明治15年）8月4日 工兵少尉試補[3]
- 1883年（明治16年）2月21日 工兵少尉[3]
- 1886年（明治19年）6月4日 工兵中尉[3]
- 1891年（明治24年）6月6日 工兵大尉[9]
- 1896年（明治29年）11月20日 工兵少佐[10]
- 1901年（明治34年）3月13日 工兵中佐[11]
- 1904年（明治37年）10月30日 工兵大佐[12]
- 1908年（明治41年）7月1日 後備役[12]

## 栄典
- 勲三等旭日章[15]
- 功四級金鵄勲章[15]
- 1905年（光武9年）5月3日 韓国勲三等太極章[16]
- 1909年（隆熙3年）5月10日 韓国勲二等八卦章（朝鮮語版）[17]
- 1910年（隆熙3年）6月1日 韓国大皇帝陛下南西巡幸時紀念章[18]

## 親族
- 実父：豊吉[1] - 中気により72歳で没[13]。
- 実母 - 原因不明の病により74歳で没[13]。
- 兄 - 中気を患った[13]。
- 妹 - 脳充血で没[13]。
- 養父：時尾某 - 福田村の時尾姓は黒住教徒時尾宗道が同村百田で創始したもの[1]。現在同地区に時尾姓はいないという[15]。